# Dzień D
Dzień D (tytuł oryg. День Д lub Den D) – rosyjski film akcji z 2008 roku, wyreżyserowany i wyprodukowany przez Michaiła Poreczenkowa. Poreczenkow wystąpił w filmie w głównej roli, jako emerytowany komandos Iwan. Film stanowi nieoficjalny remake hollywoodzkiego przeboju Komando (1985).

## Opis fabuły
Iwan, komandos w stanie spoczynku, cieszy się zasłużonym odpoczynkiem, mieszkając wraz z córką Żenią w leśnej osadzie, z dala od cywilizacji. Ich spokój przerywa pewnego dnia nalot uzbrojonego oddziału, który porywa Żenię, a od Iwana żąda – w zamian za życie dziewczynki – zabicia prezydenta Estonii. Były żołnierz nie zamierza jednak wypełniać poleceń porywaczy. W drodze do Tallinna udaje mu się uciec bandytom i wraz ze spotkaną stewardesą Aliją rusza na ratunek ukochanej córce.

## Obsada
- Michaił Poreczenkow – Iwan
- Warwara Poreczenkowa – Żenia
- Aleksandra Ursulak – Alija
- Michaił Truchin – Stasik
- Nikita Tarasow – Martinas
- Bob Schreiber – Gełda